# Lesena

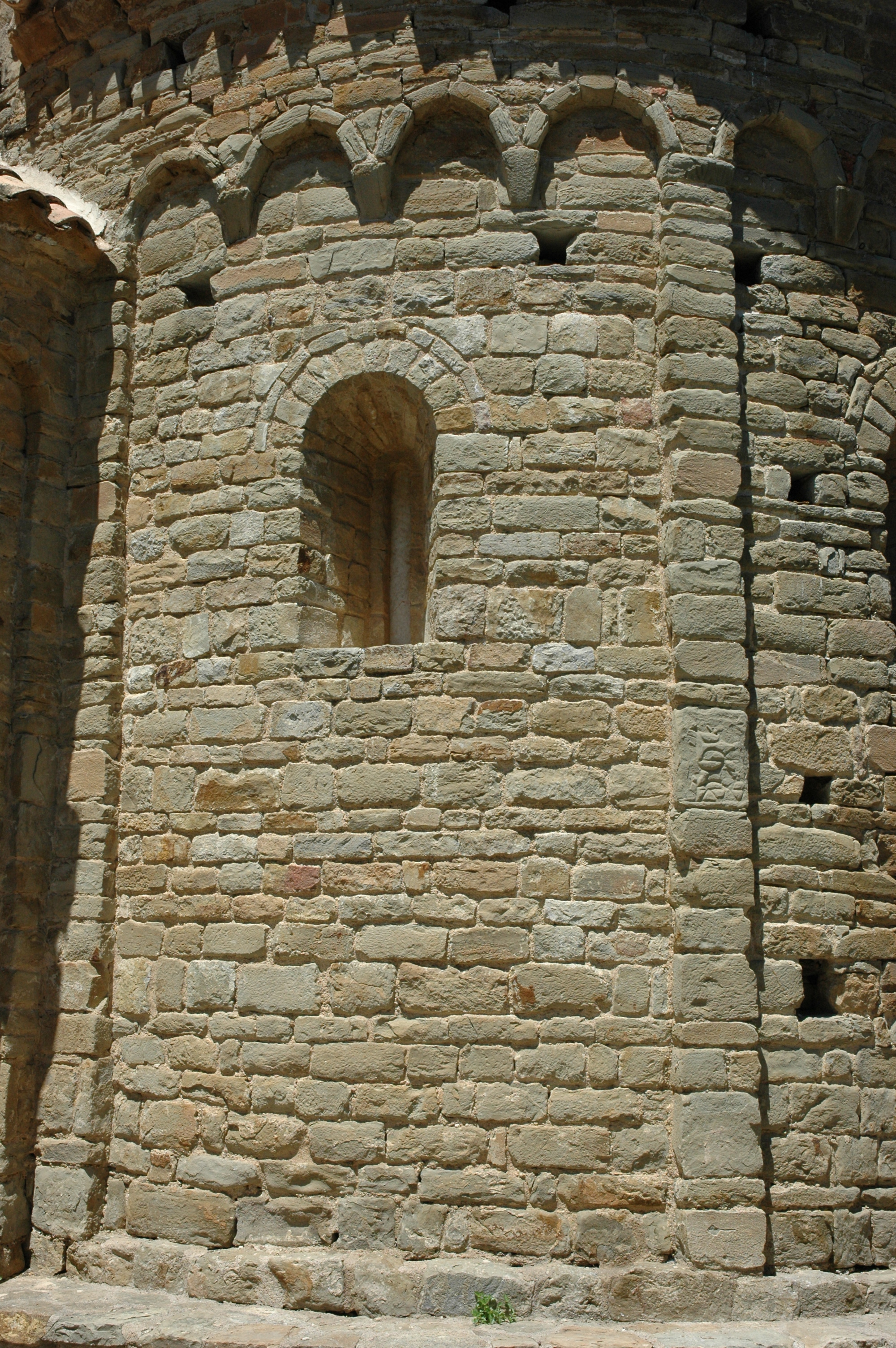
Una faixa llombarda de l'absis de Sant Pere d'Ullastret

La lesena és un reforç vertical del mur, de poc gruix i sense base, normalment sense capitell, sovint connectats per petits arcs cecs característic de l'arquitectura romànica dels Mestres Llombards. Bàsicament amb funcions ornamentals.